# 邢窑遗址
邢窑遗址是位于河北省邢台市内丘县、临城县、邢台县及邢台市区境内的邢窑瓷窑遗址。

## 简介
邢窑是中国白瓷发源地之一，在中国陶瓷史上占有重要地位。从1950年代初起，陶瓷考古界和史学界专家先后到河北省内丘县实地寻找邢窑遗址，但一直未能发现。
1980年初，临城县二轻局成立“邢瓷恢复研制小组”。不到半年，该小组在临城县境内共查出祁村、岗头、西双井等邢瓷窑址18处。1981年春，发掘临城县祁村唐代邢窑遗址，在1.5米厚的黄土下发现60公分厚的瓷片堆积层。1981年4月25日到27日，邢台地区科委、中央工艺美术学院陶瓷系在临城县召开由中央、河北省、邢台地区、临城县考古工作者及新闻部门参加的“邢窑与邢瓷艺术鉴赏会”，与会专家考察了瓷窑遗址，鉴定了出土器物，随后一致认为临城县发现的瓷窑遗址应为“唐代邢窑”或说“邢窑的一部分”，“至少也是邢窑的正统或亲支近派”。同年5月，新华社、人民日报、中新社播发《临城探寻到新的唐代瓷器窑址——出土的白瓷器物就是著名的唐代邢瓷》、《“邢窑之谜”的解开》等报道，公布了这一考古发现。
1984年夏到1985年夏，内丘县发现邢窑遗址20多处。1987年至1990年，以河北省文物研究所为主组成的邢窑考古队进入内丘县、临城县工作，逐一核实已发现的窑址，确定邢窑窑址21处。到2011年，确认邢窑遗址26处。2003年5月至8月，河北省文物研究所对内丘县步行街建设工地的邢窑遗址开展抢救性发掘，发现部分唐代细白瓷盒、碗、罐类器物底部或盖上刻“盈”、“官”、“翰林”字款，这为各地出土的相应款识的白瓷找到了窑口。特别是此次出土的十多件“官”字款器物，改变了古陶瓷学界向来认为“官”字款是定窑特有款识的观点。
1996年11月20日，内丘县、临城县境内的“邢窑遗址”被公布为第四批全国重点文物保护单位，时代为隋至五代。
2013年4月9日，“2012年全国十大考古新发现”揭晓，河北内丘邢窑遗址入选。内丘邢窑遗址于内丘县城城区发掘，发掘面积1200平方米。主要遗迹有北朝至清代的窑炉、墓葬、井、灰坑、灰沟等，出土瓷器及窑具残片数超20万片，完整及可复原器物超2000件，器形包括碗、盘、钵、杯、瓶、罐、壶、盆、炉、瓷塑、俑、模子等及窑柱、匣钵、支钉等窑具，还出土有陶罐、陶盆、陶缸、陶瓮、陶瓦当及瓦当模子等陶器。重要发现表现为窑炉组合形式完整，北朝的灰坑、遗迹丰富，还发现了隋三彩。遗物中发了“高”、“上”两种刻款器物残片，可能对解释已知的“官”、“盈”、“翰林”、“昌”等款的字义和器物用途有帮助。

## 主要遗址
邢窑遗址主要分布在内丘县、临城县两县境内的太行山东麓的山前丘陵、平原地带，集中在京广铁路以西的李阳河、汦河两岸。在北到临城县西双井，南到邢台县西坚固的60多公里长、30公里宽的范围内，分布着主要瓷窑遗址23处。
- 西双井遗址：位于临城县治西北8公里的西双井村东的三角形台地上。遗址残存约1400平方米。时代为唐。
- 祁村遗址：位于临城县治西北7.5公路处，西为白云山，东为高岗。遗址主要分布在村东南，地表遗物散布面积约6万平方米。1981年，工业部门为了恢复邢瓷生产，在此挖坑1个，清理了一座残窑。另外村西和村北也能见到瓷片和窑具。村北局部有窑炉残迹。祁村窑址年代为唐、五代。
- 岗头遗址：位于临城县治西北4公里的岗头村北侧，南临汦北渠，中间有冯村至祁村公路穿过。地表遗物散布面积约6000平方米。时代为晚唐、五代。
- 澄底遗址：位于临城县治西北3公里的澄底村东北侧，中间有镇内至郝庄公路穿过，现已全部毁坏。时代约为五代、北宋。
- 射兽遗址：位于临城县治西北1.5公里处。分两部分：一部分在村东南城关造纸厂，一部分在村北。时代为北宋晚期至金。
- 南程村遗址：位于临城县治西南1.5公里的南程村北，遗物分布范围约9万平方米。时代为金。
- 解村遗址：位于临城县治东南3公里的解村西北，汦河南岸。共两处：一处距解村80米，约2000平方米，另一处距解村约1公里，西依钓盘山。时代为金。
- 山下遗址：位于临城县治东南4公里山下村以东和东北。村东部分遗物散布面积约3.5万平方米，村东北部分遗物散布面积约1万平方米。时代为金。
- 陈刘庄遗址：位于临城县治东南约5公里的陈刘庄村东，面积约1万平方米。东沟和北沟南端主要是隋代窑址，北沟北端主要是北朝窑址，西沟和南沟主要是唐、五代和宋、金、元代的窑址。时代主要是隋唐，宋朝和金元各时期也有少量遗存。
- 代家庄遗址：位于临城县治东南6公里的代家庄村东150米的阶梯状台地上，时代为隋、唐。
- 磁窑沟遗址：位于内丘县、临城县交界处的东西磁窑沟之间，地处丘陵，北为矸石山，中间有百泉河穿过，面积6000多平方米，时代为金、元、明。
- 南岭遗址：位于内丘县治西北约6公里处，村北的南北相邻的两个台地。时代为唐、五代。
- 北大丰遗址：位于内丘县西北约4公里的李阳河北岸。原有两处：一处在村东北80米处；另一处在村西北200米处，面积约7800平方米。时代为隋、唐。
- 中丰洞遗址：位于内丘县治西北约2公里的中丰洞村北，李阳河北岸。目前遗址南北宽20米，东西不到百米，大部分遗址已被民房覆盖。时代为隋、唐。
- 西丘遗址：位于内丘县治西6公里的李阳河南岸，地势较高。时代为隋、唐。
- 北双流遗址：位于内丘城西北李阳河北支流的西岸以及南支流的北岸，面积2000余平方米，除出土北朝标本外，还发现有隋唐、五代、宋金的标本。
- 内丘城关遗址：位于内丘县城城区的西北部，李阳河东南岸，东西宽700米，南北长约1200米。大致可分为四部分：西关北、西关西、步行商业街、南关西。1985年在西环路一带发掘出多座窑炉，出土大量瓷片和窑具，采集到“白如霜雪，莹润如玉”半透明以及刻“盈”字款的精细白瓷，但这处窑址已全部压在楼房下。目前四部分中仅西关北窑区保存较好。内丘城关窑址的烧制时代为北齐、隋、唐，同时还发现了五代至北宋的标本，是迄今发现的邢窑遗址中规模较大者。
  - 西关北窑区：位于李阳河南支东南岸台地上，台地高约1.50米，东西长200米，南北长150米。
  - 西关窑区：位于内丘县西关村西头原石英粉厂以南。
  - 步行商业街窑区：位于内丘县礼堂、电影院、服务楼、农贸市场、交通局一带，面积约5万平方米，是唐代白瓷烧造最集中处。2002年，河北省文物研究所配合步行街建设工程开展抢救性发掘，出土北朝—唐代窑炉十座及大量瓷片标本，“盈”、“翰林”款白瓷和唐三彩，并首次出土“官”字款白瓷。时代大致为隋—五代。
- 张家庄遗址：位于内丘县治东北1公里的张家庄村北300米，东临京广铁路。时代为唐。
- 北光遗址：位于内丘县河渠乡北光村西南约300米的李阳河河道内，残存面积3200平方米。时代为唐。
- 白家庄遗址：位于内丘县城东2公里的白家庄村东北500米处，面积约4万平方米。因1970年代大规模平整土地，窑址遭严重破坏。时代为隋、唐。
- 冯唐遗址：位于内丘县至西南约8公里的冯唐村北约400米的小马河南岸台地上，遗物分布面积约4.5万平方米，时代为隋、唐。
- 顺德路遗址：位于邢台市顺德路第一医院北侧，面积1000余平方米，时代为隋—初唐。
- 西坚固遗址：位于邢台县西坚固村西约1.5公里的大沙河北岸台地上，时代约为北朝[4]。

## 邢窑遗址博物馆
2017年8月16日，内丘县举行中国内丘邢白瓷文化产业园“邢窑博物馆、邢瓷文化体验馆、邢窑遗址博物馆”揭牌仪式，中共内丘县委书记张辉、内丘县人民政府县长杨辉为“三馆”揭牌。三馆均在内丘县县城中兴北大街西侧，一字排开，北为邢窑博物馆，中间为邢瓷文化体验馆，南为邢窑遗址博物馆。邢窑遗址博物馆总投资3720万元人民币，占地约13亩，是保护、展示邢窑遗址的遗址博物馆，也是中国首家以邢窑为主题的遗址博物馆，还是河北省首座建在遗址上的博物馆。邢窑遗址博物馆面积8600余平方米。为避免日光破坏文物，顶层采用天窗设计并配遮阳设施，还设计了空中廊道。